# فيرنر كون
فيرنر كون (بالألمانية: Werner Kuhn)‏ هو سياسي ألماني، ولد في 19 مايو 1955 في ألمانيا. حزبياً، نشط في الاتحاد الديمقراطي المسيحي.

## مناصب
- في انتخابات البرلمان الأوروبي 2009، انتخب عضو في البرلمان الأوروبي عن دائرة ألمانيا لترشحه ضمن قائمة الاتحاد الديمقراطي المسيحي، وقد انضم خلال فترته النيابية (14 يوليو 2009 – 30 يونيو 2014) للكتلة البرلمانية الكتلة البرلمانية لحزب الشعب الأوروبي.
- انتخب عضو مجلس الشورى الموحد لمكلنبورغ-فوربومرن.
- انتخب عمدة.
- انتخب عضو في البوندستاغ الألماني خلال فترته النيابية  [لغات أخرى]‏ (10 نوفمبر 1994 – 26 أكتوبر 1998).
- في انتخابات البرلمان الأوروبي في ألمانيا 2014 [الإنجليزية]‏، انتخب عضو في البرلمان الأوروبي عن دائرة ألمانيا لترشحه ضمن قائمة الاتحاد الديمقراطي المسيحي، وقد انضم خلال فترته النيابية (25 مايو 2014 – ) للكتلة البرلمانية الكتلة البرلمانية لحزب الشعب الأوروبي.